# Wojciech Kossak
Wojciech Horacy Kossak (sinh ngày 31 tháng 12 năm 1856 tại Paris, Pháp - qua đời ngày 29 tháng 7 năm 1942 tại Kraków, Ba Lan) là họa sĩ Ba Lan nổi tiếng và là thành viên của gia đình nghệ sĩ và nhà văn lừng danh họ Kossak. Ông là con trai của họa sĩ Juliusz Kossak, anh trai sinh đôi của võ sĩ tự do Tadeusz Kossak, và là cha của hai cô con gái: hai nhà văn Maria Pawlikowska-Jasnorzewska và Magdalena Samozwaniec và một con trai: họa sĩ Jerzy Kossak.

## Cuộc đời và sự nghiệp
Wojciech Horacy Kossak sinh ra vào đêm giao thừa năm 1856 ngay trước nửa đêm, trong khi em trai sinh đôi Tadeusz Kossak ra đời ngay sau đó, vào ngày 1 tháng 1 năm 1857, tại Paris. Tên đệm của ông (Horacy) vinh danh cha đỡ đầu của mình, họa sĩ người Pháp Horace Vernet. Kossak bắt đầu đi học khi gia đình trở về Ba Lan. Ông học cấp hai tại Quảng trường Ba Thánh giá ở Warszawa và sau đó học trung học tịa trường Gimnazjum Anny, ở Kraków.
Năm 1871–1873, Wojciech học tại Trường Mỹ thuật. Năm 1875, ông tại Cao đẳng nghệ thuật München, người hướng dẫn là giáo sư Aleksander Strähuber và Alexander Wagner.
Kossak là một họa sĩ rất chăm chỉ. Ông liên tục vẽ và cống hiến đến những giây phút cuối cùng của cuộc đời.

## Các tác phẩm
Những bức tranh của Wojciech Kossak có phong cách khác với bức tranh của tiền bối Jan Matejko. Ông thuộc về một thế hệ nghệ sĩ chiến tranh Ba Lan chịu ảnh hưởng từ các tác phẩm của cha Juliusz. Một trong những bức tranh nổi tiếng nhất của ông là Toàn cảnh Racławice (The Racławice Panorama).

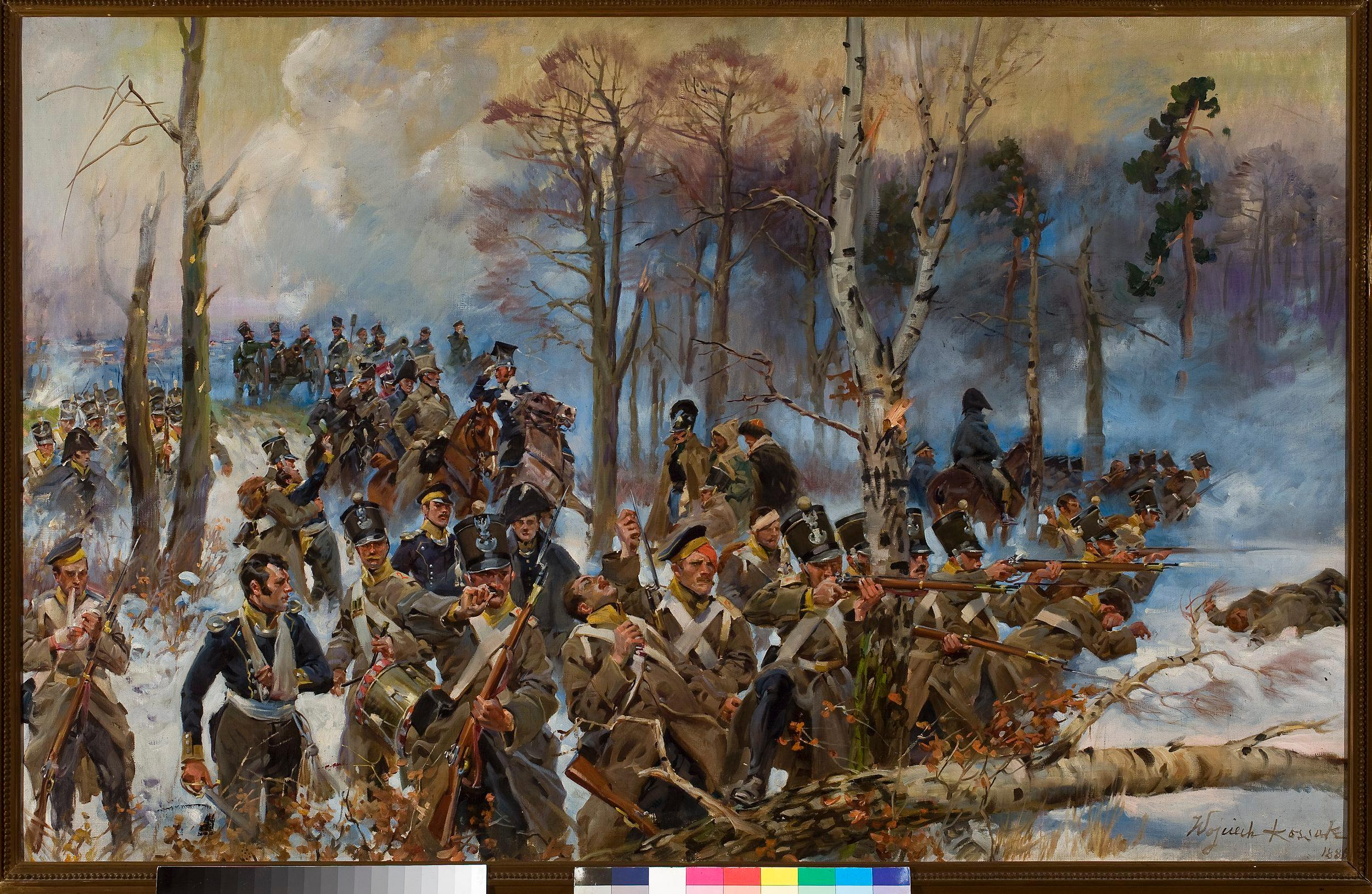
Bức Olszynka Grochowska, vẽ năm 1931. Hiện đang trưng bày Bảo tàng quốc gia Warszawa
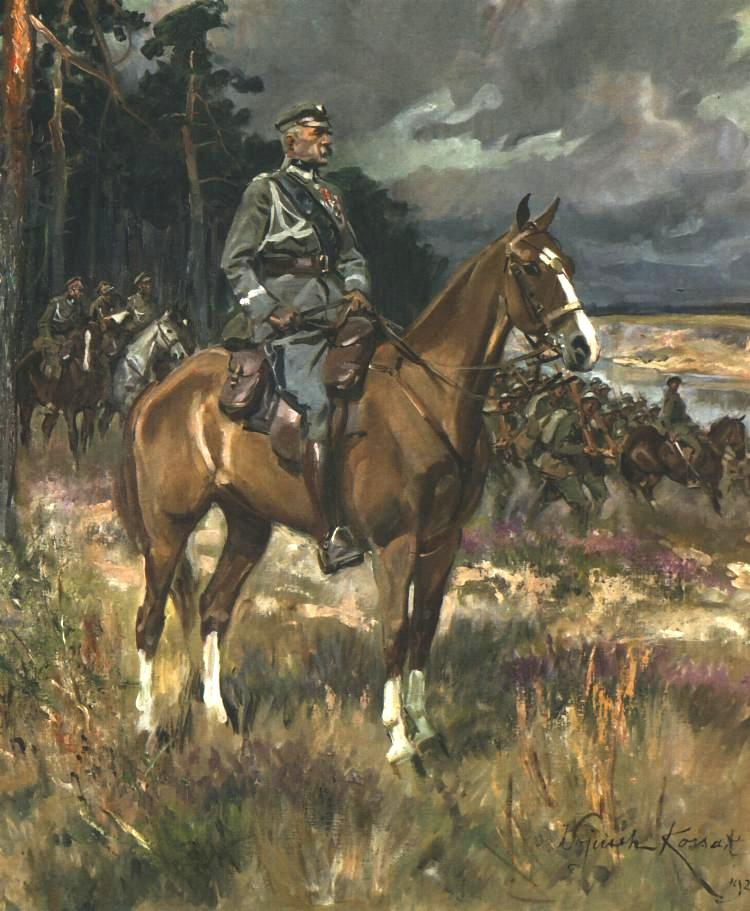
Piłsudski trên lưng ngựa, tranh của Kossak vẽ năm 1928.[3] Bức tranh được trưng bày tại Bảo tàng quốc gia Warzsawa Đây là một trong những bức chân dung vẽ về Piłsudski nổi tiếng nhất